# Leones Purépechas de Maravatío
Los Leones Purépechas de Maravatío es un equipo de béisbol que competirá en la Liga Invernal Mexicana con sede en Maravatío, Michoacán, México.

## Historia
Los Leones Purépechas debutaron en la LIM en la Temporada 2017, y son sucursal de los equipos Algodoneros de Unión Laguna y Leones de Yucatán que participan en la Liga Mexicana de Béisbol.

## Jugadores

### Roster actual
Por definir.

### Jugadores destacados
Por definir.